# Louis Leonowens

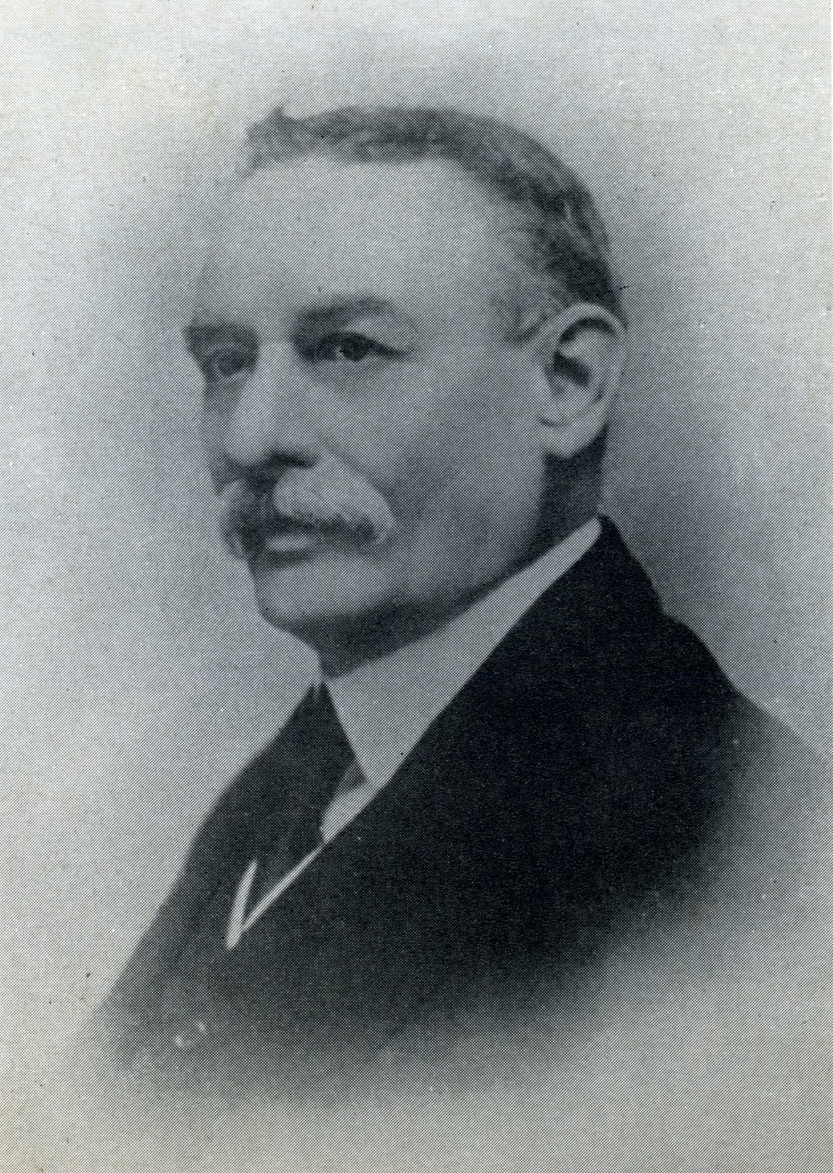
Louis Leonowens

Louis Thomas Gunnis Leonowens (* 25. Oktober 1856 in Lynton, Region Mid West, Western Australia; † 17. Februar 1919 in London) war ein britischer Offizier in der siamesischen Kavallerie und Teakholzhändler. Er gründete die noch heute aktive Leonowens Trading Company in Thailand.

## Leben und Karriere
Louis Leonowens war der Sohn von Thomas Leonowens, der zum Zeitpunkt seiner Geburt als Beamter beim Kommissariat der abgelegenen Sträflingskolonie Lynton im Westen Australiens arbeitete, und Anna Leonowens. Er hatte eine ältere Schwester, Avis. Ein Jahr nach Louis’ Geburt zog die Familie nach Singapur, ein weiteres Jahr darauf nach Penang (damals Teil der britischen Straits Settlements, heute Malaysia). Noch bevor er drei Jahre alt wurde, starb der Vater. Nach Singapur zurückgekehrt, arbeitete seine Mutter anschließend als Lehrerin, bevor sie 1862 ein Angebot des siamesischen Königs Mongkut (Rama IV.) erhielt, seine Kinder in Englisch zu unterrichten. Louis ging daher mit seiner Mutter nach Bangkok, während seine Schwester Avis auf ein Internat in England ging.
Leonowens wurde am königlichen Hofe in Bangkok erzogen und von seiner Mutter zusammen mit den Prinzen und Prinzessinnen unterrichtet. Im Juli 1862 verließen Mutter und Sohn Siam, danach besuchte er die Kingstown School bei Dublin (Irland). Bis 1874 lebte er mit seiner Mutter in den USA. Dann floh er, hoch verschuldet, vor seinen Gläubigern.
Er ging 1881 erneut nach Siam und erhielt von König Chulalongkorn (Rama V.) eine Stellung als Hauptmann (Captain) in der königlichen Kavallerie. Leonowens heiratete 1884 Caroline Knox, die Tochter des britischen Generalkonsuls in Siam, Sir Thomas George Knox, und dessen siamesischer Frau. Anschließend beendete er die Militärlaufbahn und betätigte sich als Agent der Borneo Company in Raheng (Tak) im Handel mit Teakholz. Er erwarb 1891 das Hotel Oriental in Bangkok, das er 1898 wieder verkaufte. Caroline starb 1893 im Alter von 36 Jahren. Anschließend reiste Leonowens nach London, wo er nach 19 Jahren der Trennung seine Mutter wiedersah. Seine Kinder, zwei und fünf Jahre alt, gab er in ihre Obhut und sie nahm sie mit nach Kanada.
Im Jahr darauf heiratete er in zweiter Ehe Reta Maclaughlan. 1905 gründete er die Louis Thomas Leonowens Company, die zur Louis T. Leonowens Ltd. wurde, einer internationalen Handelsgesellschaft, die heute noch seinen Namen trägt und malaiisches Edelholz exportiert und Baustoffe importiert. Seine Mutter und Kinder in Kanada besuchte er 1904 und 1906/07. Nach 1906 war Leonowens weniger mit den Geschäften der Gesellschaft betraut und lebte abwechselnd in Bangkok und England. 1913 verließ er Siam endgültig. Louis Leonowens starb am 17. Februar 1919 in London und liegt auf dem Friedhof Brompton Cemetery in London begraben.

## Fiktion
Louis Leonowens taucht als Figur in mehreren Filmen auf.
- The King and I, ein Musical mit Yul Brynner und Deborah Kerr
- Anna und der König, mit Jodie Foster und Chow Yun-Fat